# Семья Кайдаша
«Семья Кайдаша», «Кайдашева семья» (укр. Кайдашева сім’я) — реалистическая социально-бытовая повесть украинского писателя Ивана Семеновича Нечуя-Левицкого, написана в 1878 году. 
В произведении на материале повседневной жизни крестьянства раскрываются некоторые черты характера украинского народа, его индивидуализм, стремление жить отдельной, самостоятельной жизнью. Жила-была семья Кайдашей, муж, жена, да два сына. Не из нищих и бедных, такая обычная сельская семья на Киевщине. Женился старший сын, да и как водится, привёл молодую жену, до хаты, в отчий дом. Казалось бы: живите все вместе, да добро наживайте. Но свекрови и невестке тяжело ужиться в одной хате, и это становится отправной точкой трагикомичной истории семьи Кайдашей. В СССР неоднократно переиздавалось и переводилось на другие языки.

## Персонажи
Основные персонажи произведения:
- Омелько Кайдаш — глава семьи
- Маруся Кайдашиха — его жена
- Карпо Кайдашенко — старший сын
- Лаврин Кайдашенко — младший сын
- Мотря Кайдашенчиха — старшая невестка
- Мелашка Кайдашенчиха — младшая невестка

Второстепенные персонажи:
- Параска Гришиха
- Пелагея Соловьиха

## Основная идея
Основная идея повести — это показ повседневных ситуаций, в которых происходит уменьшение человеческой души, обусловленное постоянной зависимостью людей от материальных нужд. Духовная разъединённость обусловлена отсутствием стремления понять друг друга. Это отравляет жизнь как родителей, так и их сыновей и невесток.

## Жанровые особенности
Жанровое соответствие произведения заключается в том, что изображение повседневной жизни Кайдашей разворачивается в самых бытовых проявлениях, которые часто описываются в юмористическом плане. Склонность к воспроизведению комических неуместностей писатель считал одной из характерных черт украинского народа, элементом национальной психики, богатой на «шутки, смешки, штукарства» и в целом на юмор, ещё порой и очень сатирический.

## Идейно-тематический смысл
Тема «Семьи Кайдаша» — изображение быта и психологии украинских крестьян в первые десятилетия после отмены крепостного права. В этом произведении художественно воссозданы, как говорит сам автор, «темные пятна народной жизни». Повесть вышла почти через два десятилетия после реформы 1861 года и освещала злободневные для того времени проблемы: нищенскую жизнь земледельцев, разрушение патриархального уклада села, темноту и забитость крестьян. Вместе с тем И. Нечуй-Левицкий затронул вечные проблемы:
- добра и зла;
- любви;
- семейных отношений;
- взаимоотношений родителей и детей;
- человеческого достоинства и свободы;
- взаимоотношений родителей с невестками;
- веры в Бога и морали.

Реалистичности произведению придает то, что отдельные персонажи имели прототипов. Например, прототипами Кайдашей была семья Мазур (Мазуренко) из села Семигоры, которая была известна на весь уезд постоянными ссорами, драками и потасовками. Мазуры имели и реальных богатых сватов — Довбушей.

## История написания
Впервые напечатано в журнале «Правда», 1879, № 3-12. В том же году повесть вышла во Львове (Австро-Венгерская империя) отдельными изданиями.
Ещё перед тем, как повесть начала печататься в «Правде», Нечуй-Левицкий стал хлопотать о разрешении на её издание в России, но царская цензура ставила всевозможные препятствия, указывая на ряд «предосудительных мест» произведения, в частности в VI разделе, где описывалось пребывания прихожан в киевских монастырях, и выдвигая другие претензии.
Только в 1886 году разрешение на печатание повести был дан при условии изъятия «в ней автором всех неудобных мест» отмеченных цензурой. Вследствие этого в 1887 году в Киеве вышло издание с рядом цензурных купюр, авторских переделок и сокращений. В частности было переработано начало и конец произведения.
Тексты следующих прижизненных публикаций повести (1894 и 1906) почти не отличаются от издания 1887 года.
В основу повести автор положил жизнь одной крестьянской семьи. Прототипом семьи Кайдашей стала семья крестьян Мазуров, известных своими драками и потасовками, однако в художественных образах Кайдашей просматривает широко обобщённая писателем трагедия жизни тогдашнего села вообще.

## Экранизация
В 1993 году по повести был снят одноимённый фильм кинообъединения «Консорциум Козак», режиссёр — Владимир Городько.